# David Tab Rasmussen

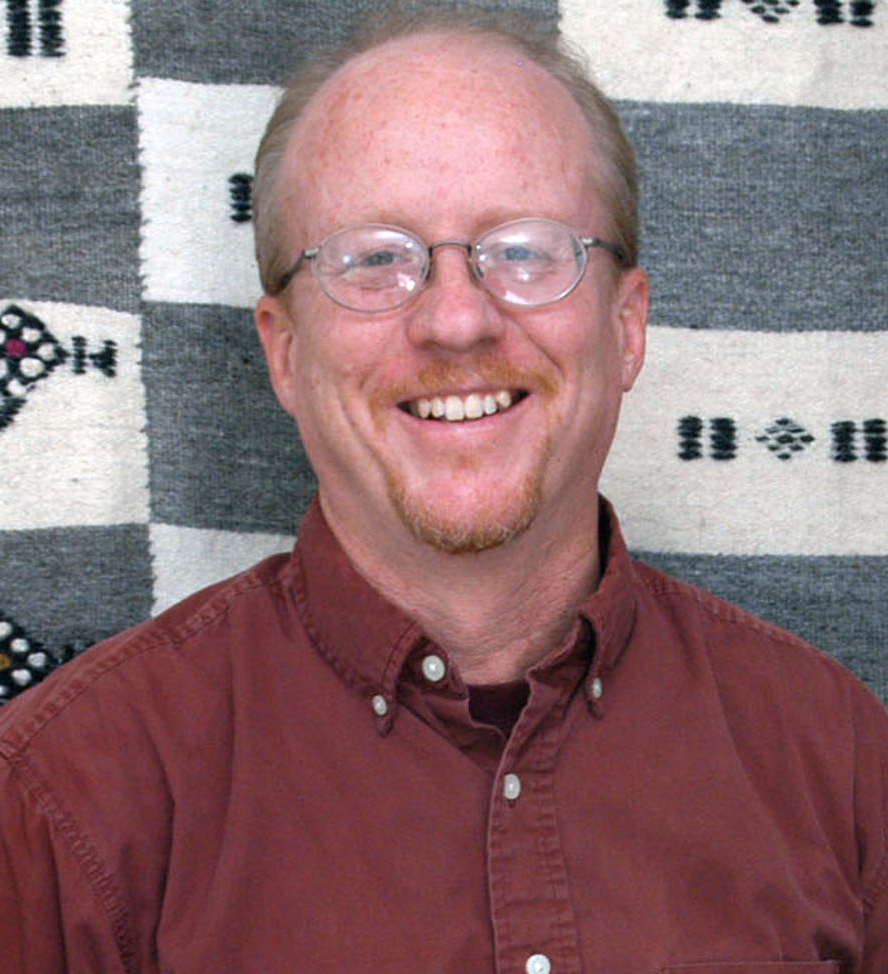
David Tab Rasmussen (2006)

David Tab Rasmussen (* 17. Juni 1958 in Salt Lake City (Utah); † 7. August 2014 in Edwardsville, Illinois) war ein US-amerikanischer Paläoanthropologe und Verhaltensökologe, der seinen Namen in Fachveröffentlichungen häufig mit D. Tab Rasmussen abkürzte. Er galt als Experte für die fossilen Säugetiere des Paläogen, speziell der frühen Altweltaffen und der Schliefer, und war seit 2001 Professor für Anthropologie an der Washington University in St. Louis.

## Leben
D. Tab Rasmussen wurde 1958 als Sohn von Deon R. und David I. Rasmussen in Salt Lake City, Utah, geboren, wuchs aber im Süden der USA, in Tempe (Arizona), am Rande der Sonora-Wüste, auf. 1976 beendete er seine Ausbildung an der McClintock High School, Tempe. Danach ging er nach Colorado Springs, wo er 1980 sein Biologiestudium am Colorado College mit dem Bachelor-Grad abschloss. Nachdem er 1986 an der Duke University unter der Leitung von Elwyn L. Simons im Fach Anthropologie promoviert worden war, lehrte er zunächst ein Jahr als Gastprofessor an der Rice University in Houston, Texas, und anschließend als Assistant Professor an der University of California in Los Angeles, bevor er schließlich 1991 an die Washington University in St. Louis wechselte und dort im Jahr 2001 zum ordentlichen Professor berufen wurde.
Rasmussen war von 1987 bis 1997 mit Asenath Bernhardt und von 2000 bis 2013 mit Jennifer Rehg verheiratet. Sowohl sein Vater als auch dessen Vater, Daniel Irvin Rasmussen, waren Biologen. Er starb 2014 nach einem Unfall.

## Forschung

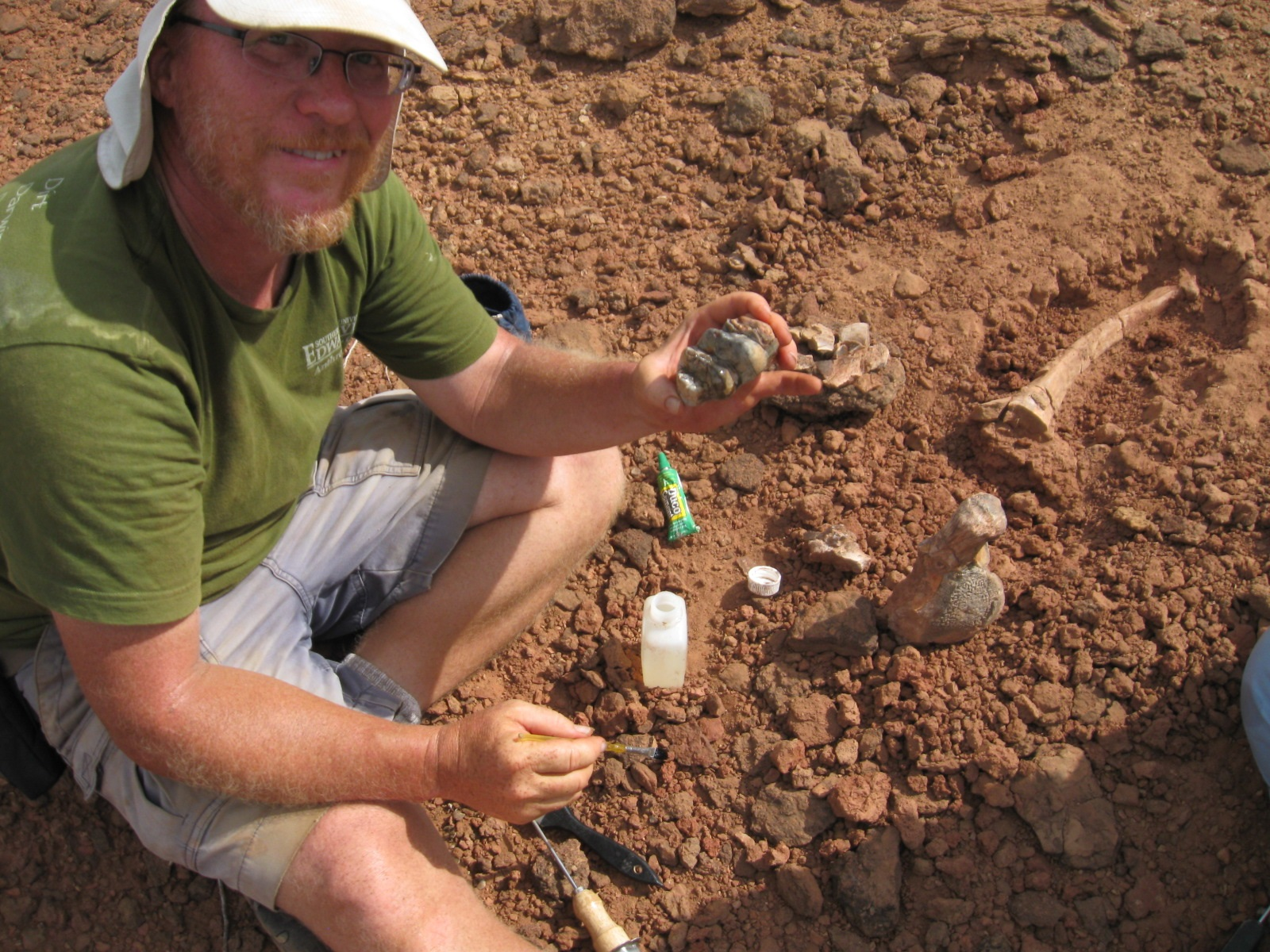
Rasmussen bei Ausgrabungen in Kenia (2008), in der linken Hand Zähne von Losodokodon losodokius, einem von ihm erstmals beschriebenen fossilen Rüsseltier

Rasmussen trug dazu bei, die Evolution der Primaten zu rekonstruieren, indem er zwei unterschiedliche Forschungsansätze zusammenführte: die vergleichende Analyse unterschiedlich alter Fossilien und die vergleichende Analyse des Verhaltens heute noch lebender Primaten. Er ging davon aus, dass aus dem Verhalten und den hiermit einhergehenden speziellen Anpassungen der rezenten Arten Rückschlüsse gezogen werden können auf deren Evolution und dass diese Rückschlüsse auch Einblicke vermitteln können in den Evolutionsprozess fossiler Arten. Diesen Ansatz wandte er vor allem auf wichtige evolutionäre Übergänge an, das heißt auf fossile Primaten-Arten, die zu den frühesten Belegen ihres Taxons gehören, sowie auf die häufig folgende adaptive Radiation der Ursprungsarten.
Seine archäologischen und paläontologischen Interessen führten ihn unter anderem zu Studienaufenthalten in Ägypten, Kenia, Libyen, Äthiopien, Namibia, Südafrika, Madagaskar, Ecuador, Kolumbien sowie in diverse Bundesstaaten der USA, aus denen mehr als 85 wissenschaftliche Facharbeiten hervorgingen. Als Autor und Co-Autor war er unter anderem beteiligt an der Erstbeschreibung der Primaten-Gattungen Aframonius, Alophe und Chipetaia, der Primatenart Propliopithecus ankeli, ferner von Antilohyrax, Arsinoitherium giganteum, Chilgatherium und Losodokodon losodokius.
Seine Forschung auf dem Gebiet der Säugetiere verband er zudem regelmäßig mit seinem Hobby Vogelbeobachtung, was sich ebenfalls in einigen Fachaufsätzen niederschlug.
Im Jahr 2000 wurde ein fossiles Säugetier aus dem Eozän Ägyptens, Widanelfarasia rasmusseni, nach ihm benannt.

## Belege
1. ↑  Society of Vertebrate Paleontology: Obituaries: Tab Rasmussen has passed away. (Memento vom 22. Juni 2015 im Internet Archive)
2. 1 2 3  Robert Sussman et al.: David Tab Rasmussen, Naturalist at Large. In: Evolutionary Anthropology. Band 23, Nr. 5, 2014, S. 161, doi:10.1002/evan.21426, Volltext (PDF)
3. ↑  David Tab Rasmussen, June 17, 1958 ~ August 7, 2014 (Memento vom 4. März 2016 im Internet Archive)
4. ↑  Daniel Irvin Rasmussen. Nachruf des Patuxent Wildlife Research Center auf dem Server der U.S. Geological Survey. (Memento vom 2. Juli 2015 im Internet Archive)
5. 1 2  Obituary: D. Tab Rasmussen, professor of anthropology, 56.
6. ↑  Erik R. Seiffert und Elwyn L. Simons: Widanelfarasia, a diminutive placental from the late Eocene of Egypt. In: PNAS. Band 97, Nr. 6, 2000, S. 2646–2651, doi:10.1073/pnas.040549797.

| Personendaten    | Personendaten                                             |
| ---------------- | --------------------------------------------------------- |
| NAME             | Rasmussen, David Tab                                      |
| ALTERNATIVNAMEN  | Rasmussen, D. Tab                                         |
| KURZBESCHREIBUNG | US-amerikanischer Paläoanthropologe und Verhaltensökologe |
| GEBURTSDATUM     | 17. Juni 1958                                             |
| GEBURTSORT       | Salt Lake City                                            |
| STERBEDATUM      | 7. August 2014                                            |
| STERBEORT        | Edwardsville (Illinois)                                   |